# Figoni et Falaschi

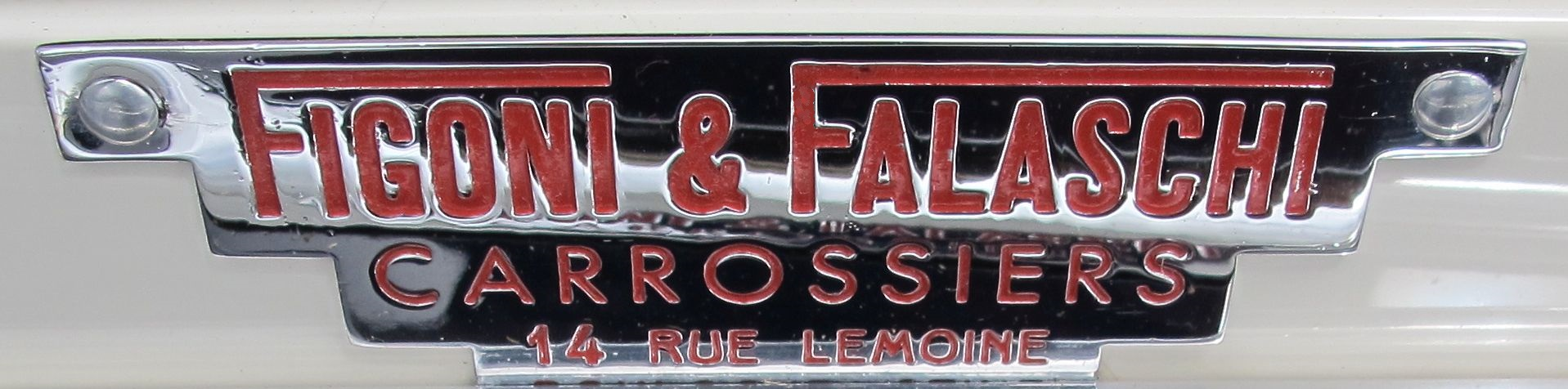
Figoni & Falaschi embleem

Figoni et Falaschi was een Franse carrosseriebouwer die gevestigd was in Parijs.

## Geschiedenis

### Figoni
Giuseppe Figoni, geboren in 1892 te Farini in Italië, emigreerde als jongen met zijn ouders naar Parijs. Hij begon als leerling bij een carrosseriebouwer en bleek al snel een groot talent te hebben voor metaalbewerking. Direct na het einde van de Eerste Wereldoorlog startte hij zijn eigen carrosseriebedrijf in Bologne-sur-Seine, vlak bij het beroemde Longchamp circuit. In 1925 bouwde Figoni complete carrosserieën op chassis van onder andere Bugatti, Delage, Panhard, Renault, Delahaye en Alfa Romeo.

### Partnerschap
In 1935 ging hij verder met zakenman Ovidio Falaschi, net als Figoni een immigrant uit Italië. Uit deze partnerschap zijn volgens velen de mooiste auto-ontwerpen van de jaren 30 tot '50 ontstaan. Falaschi hield de financiën in de gaten terwijl Figoni de ontwerpen leverde. Deze ontwerpen werden gaandeweg steeds creatiever en gedurfder, Figoni paste als geen ander bij de tijdsgeest waarin elegante, gestroomlijnde ontwerpen met felle kleuren zeer in de mode waren. Figoni liet zich inspireren door de vormen uit de luchtvaart, waarmee hij probeerde een stilstaande auto een illusie van beweging te geven. Zijn ontwerpen waren volgens velen revolutionair en worden tot op de dag van vandaag hogelijk gewaardeerd.

### Iconen
Figoni's fascinatie met gestroomlijnde vormen leidde tot een sensatie toen een van de eerste ontwerpen onder de naam Figoni et Falaschi gepresenteerd werd. Deze Delahaye Type 135 had volledig gesloten spatborden en veroorzaakte een sensatie op de Autosalon van Parijs in 1936. De waterdruppel-vorm, in het Frans 'Goutte d'Eau' is zeer bekend geworden door auto's als de Talbot-Lago T150C Teardrop Coupe.
Tijdens de Duitse bezetting van Frankrijk in de Tweede Wereldoorlog werd de fabriek gevorderd voor de productie van vliegtuigonderdelen. Na het einde van de oorlog ging het bedrijf verder met carrosseriebouw, opnieuw werd het Delahaye T135-chassis het meest gebruikt. In 1948 en 1949 produceerde het bedrijf zijn laatste grote ontwerpen voor Delahaye en de Talbot Lago T26.

### Einde
Met steeds minder klanten die zich hun werk konden veroorloven en minder autoproducenten die hun kale chassis wilden verkopen, koos Falaschi ervoor om zich in 1950 terug te trekken. Figoni heeft samen met zijn zoon geprobeerd om de zaak voort te zetten en bouwde nog carrosserieën voor Simca, Bentley en Citroën, maar de magie was verloren gegaan en in 1955 stopte de productie. Het bedrijf heeft in bijna dertig jaar 1.150 carrosserieën geproduceerd.

## Galerij

een selectie van carrosserieontwerpen door Figoni et Falaschi
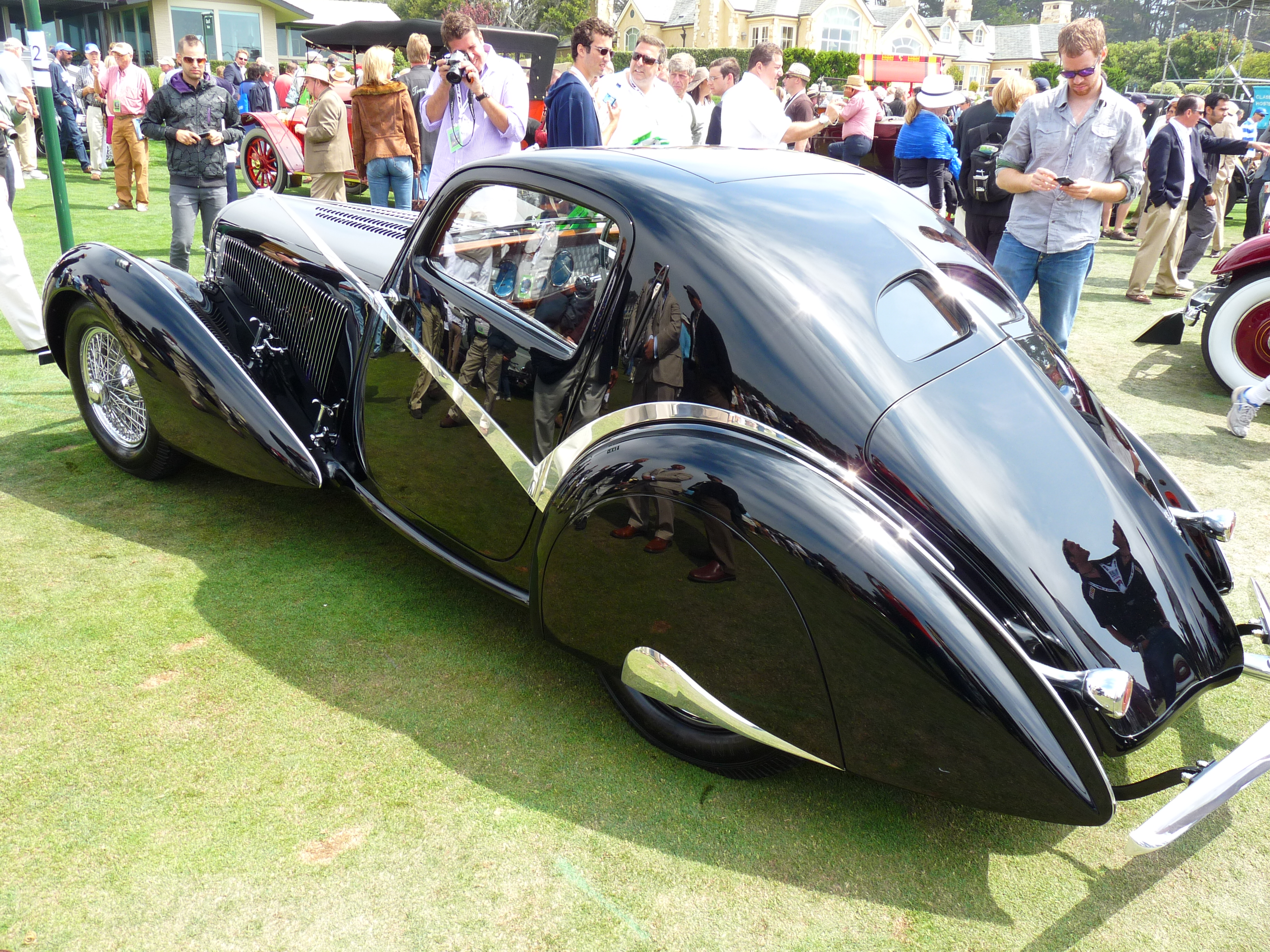
1936 Delahaye 135 Competition Coupe, 1936
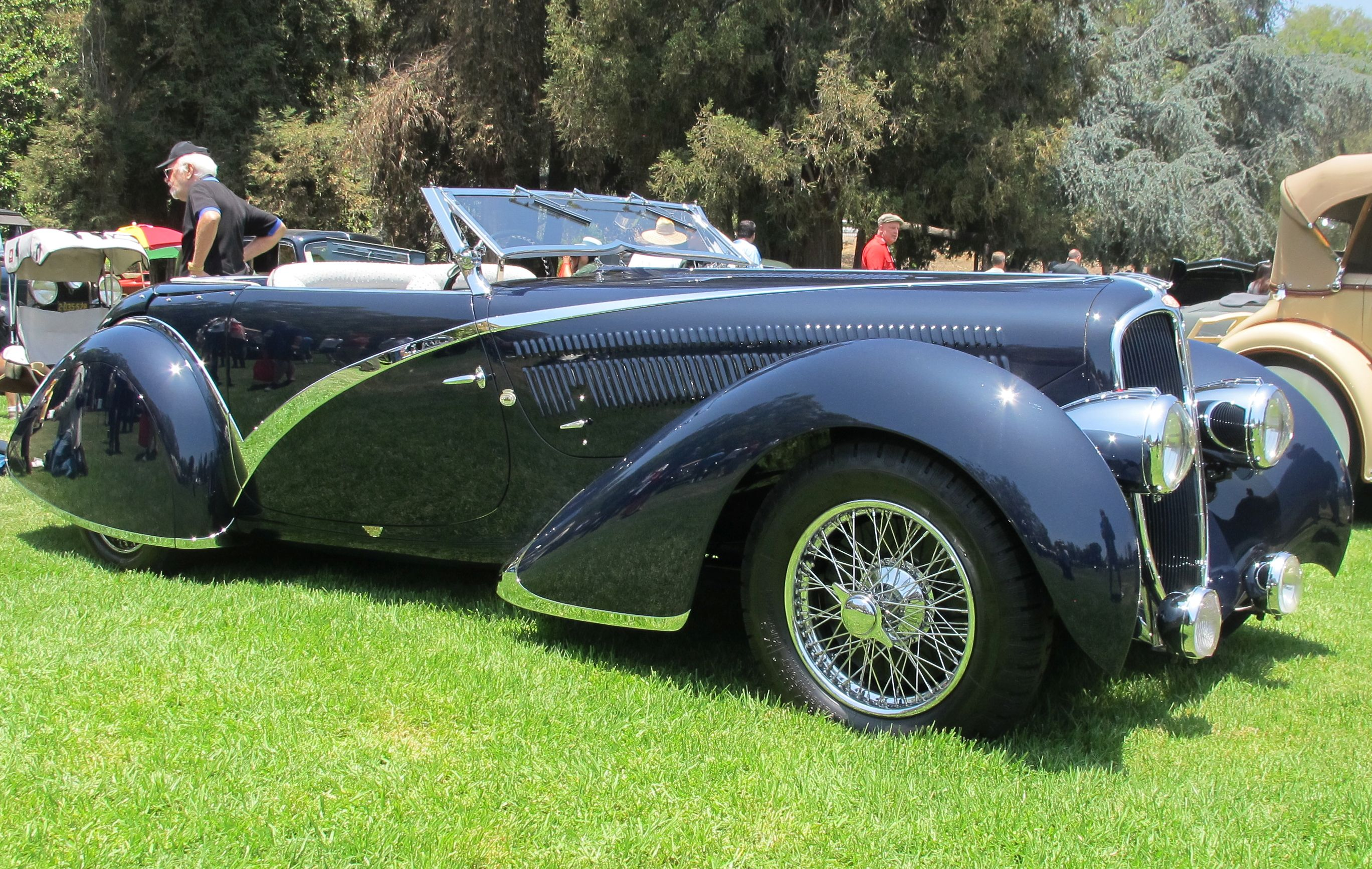
1936 Delahaye 135 Disappearing Top Convertible, 1936
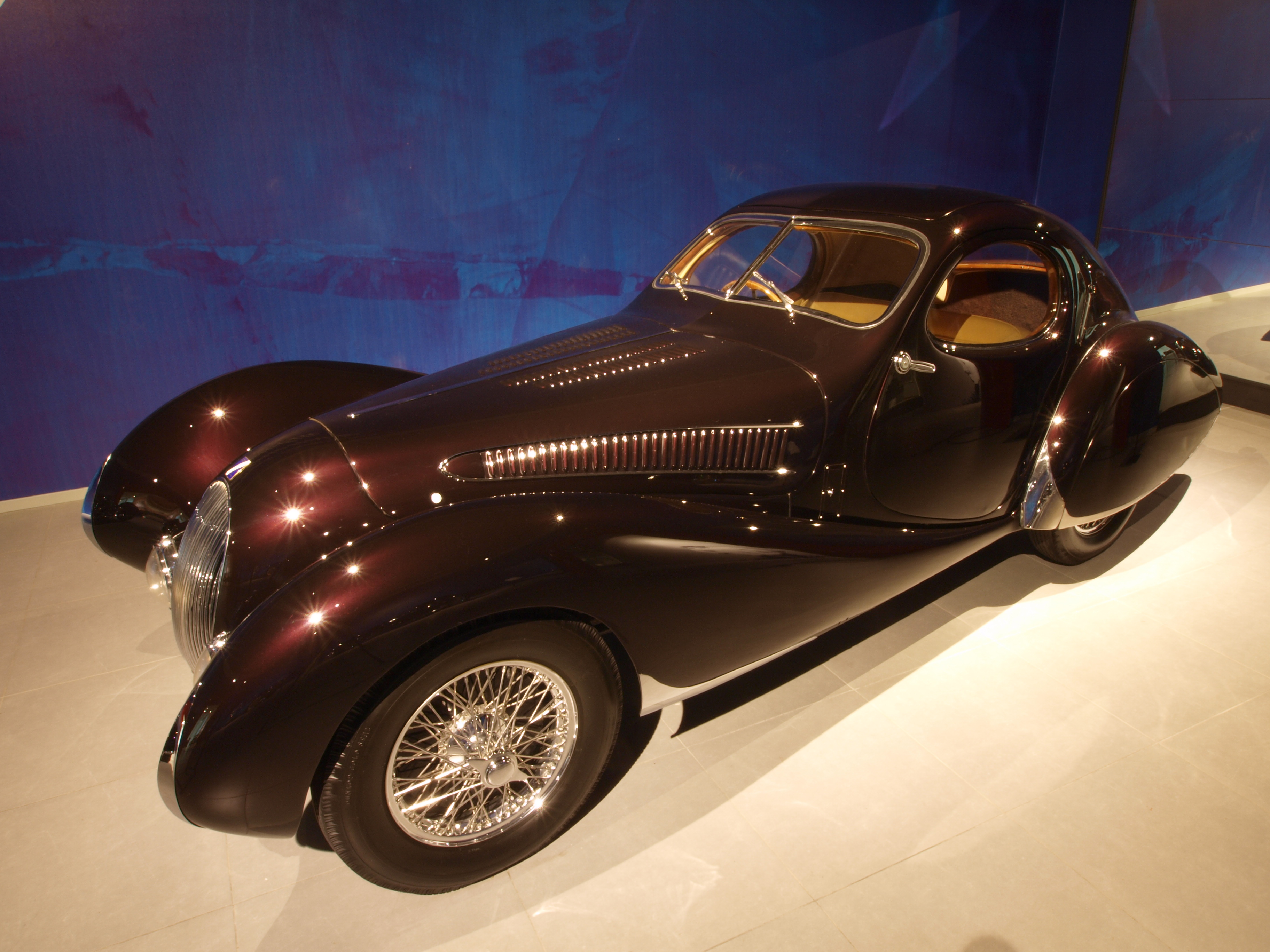
1937 Talbot-Lago T150 SS Teardrop Coupe, 1937
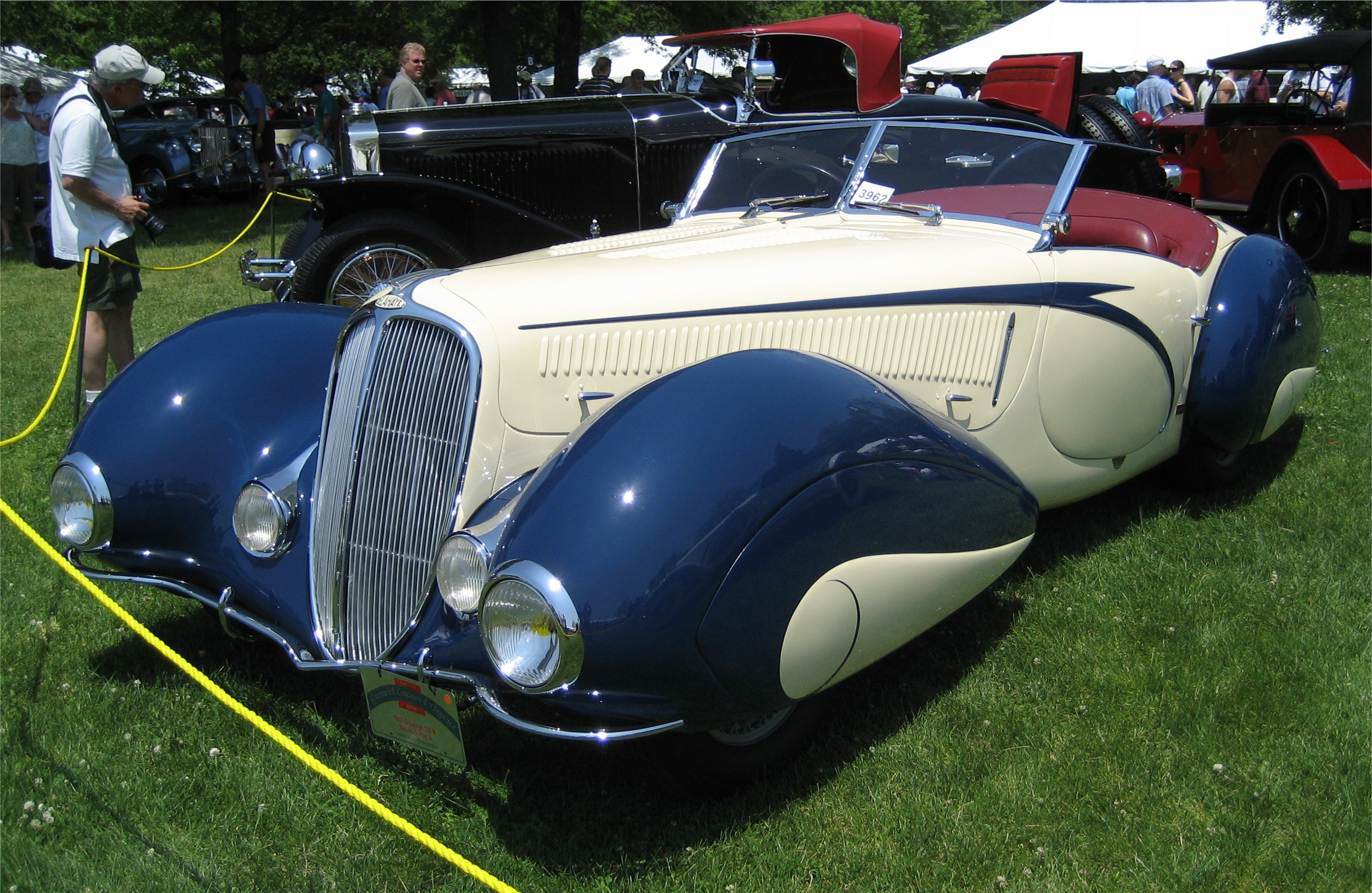
Delahaye 135M Roadster, 1937
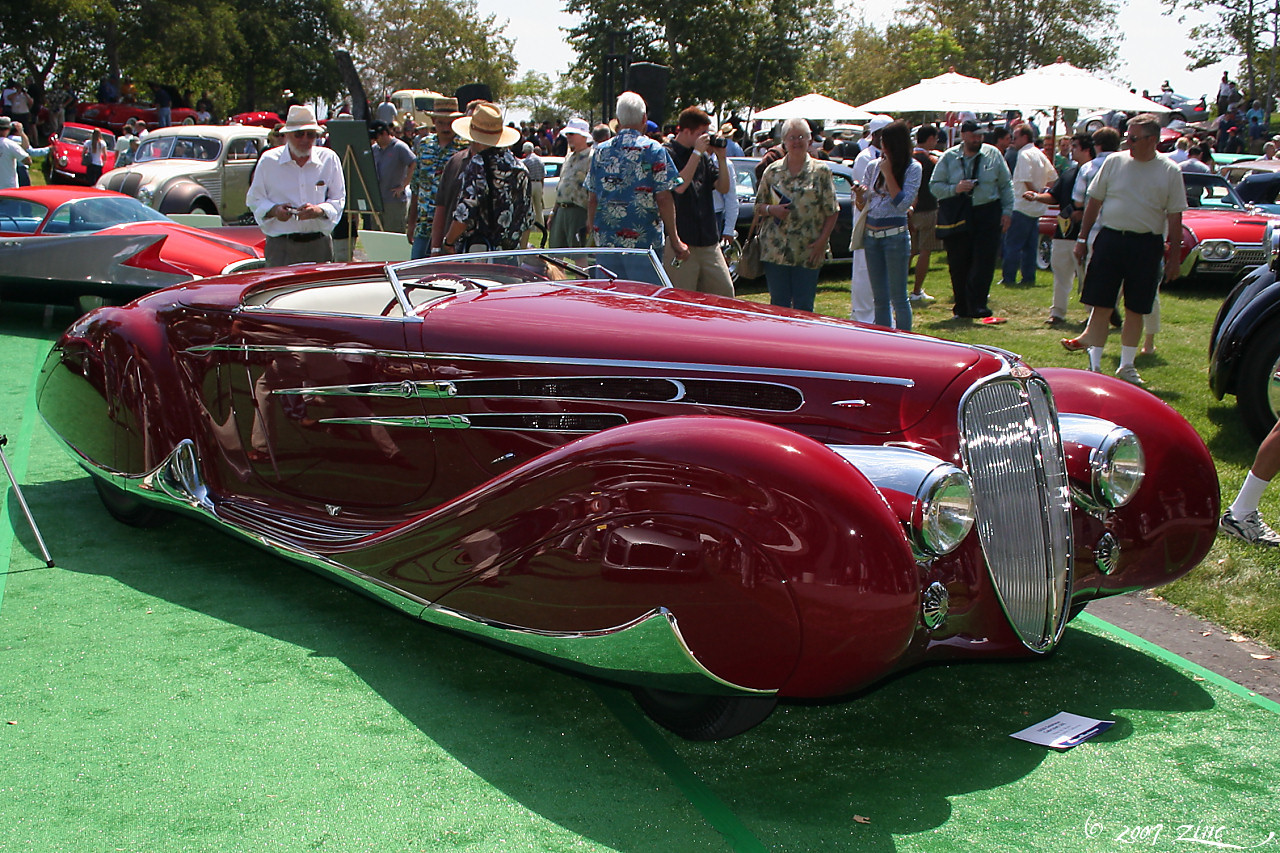
Delahaye Type 165, 1939
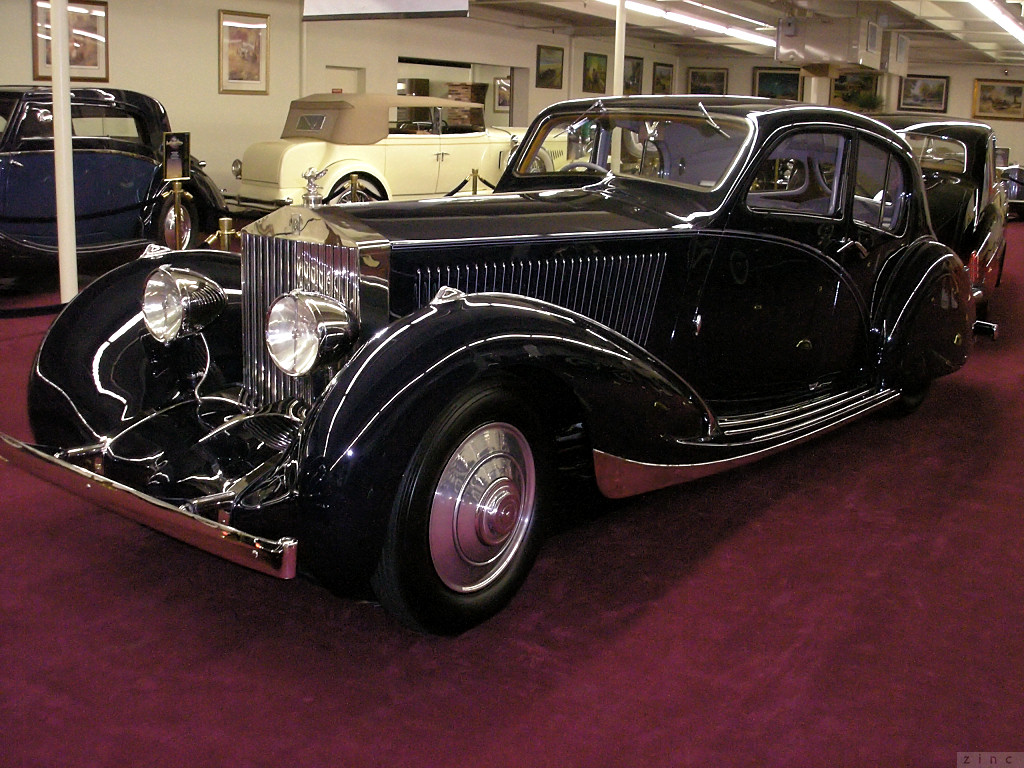
Rolls-Royce Phantom II Continental Pillarless Berline, 1932
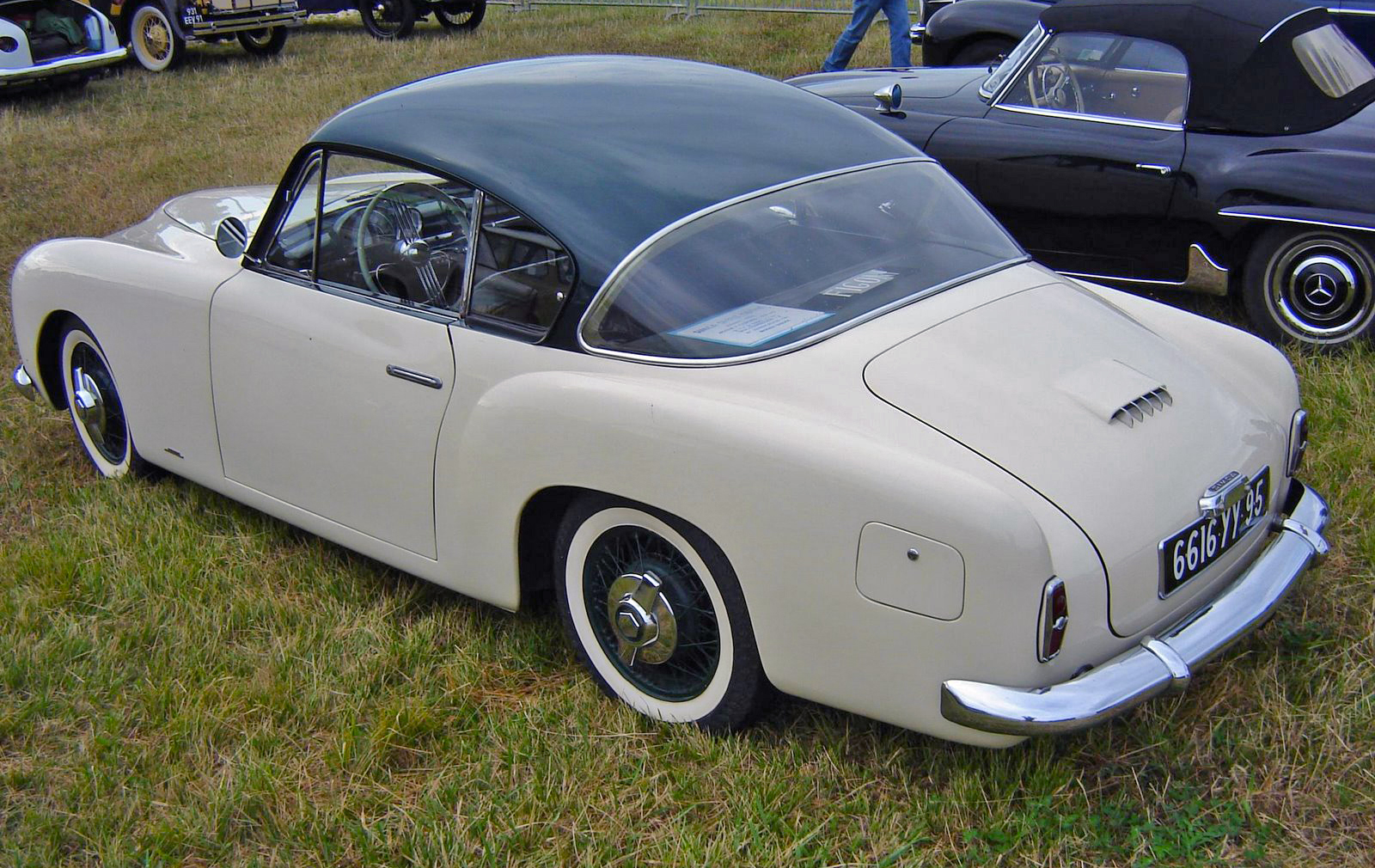
Simca 9 Sport, 1954